# Чьянгугу
Чьянгугу (руанда Cyangugu, нем. Tschangugu; ранее также Шангугу [руанда Shangugu]), с 2006 года официально называется Русизи (руанда Rusizi) — город на юго-западе Руанды, на территории Западной провинции. Административный центр района Русизи.

## История
Поселение известно с эпохи немецкого управления.
С 1962 года город Чьянгугу являлся административным центром одноимённой провинции, упразднённой в результате реформы 2006 года, по итогам которой вошёл в состав новосозданной Западной провинции; а также был переименован в Русизи, однако в иностранных источниках продолжилось активное употребление старого названия.

## Географическое положение
Город находится в юго-западной части провинции, на берегу озера Киву, вблизи границы с Демократической Республикой Конго, на расстоянии приблизительно 135 километров к западу-юго-западу (WSW) от столицы страны Кигали. Абсолютная высота — 1537 метров над уровнем моря.

## Население
По данным официальной переписи 2002 года 59 429 человек составляло население муниципалитета, центром которого являлся город, популяция которого по материалам переписи 2012 года насчитывала 27 416 жителей.
Динамика численности населения города по годам по данным переписей:
| 1978 | 1991 | 2012   |
| ---- | ---- | ------ |
| 7201 | 9693 | 27 416 |

## Транспорт
В северной части города расположен аэропорт.

## Религия
5 ноября 1981 года буллой римского папы Иоанна Павла II, путём выделения из епархии Ньюндо, была учреждена епархия Римско-Католической церкви с центром в Чьянгугу.

## Персоналии
- Жан Дамасен Бименьимана — католический прелат, епископ местной епархии с 1997 года.
- Кигели V — король (мвами) Руанды с 1959 по 1961 год, уроженец нынешнего городского района Камембе.
- Тадде Нтихиньюрва — католический прелат, епископ местной епархии с 1981 по 1996 год.
- Фостен Твагирамунгу — государственный и политический деятель Руанды, премьер-министр Руанды (1994—1995).